# Sinornithosaurus
Sinornithosaurus is een theropode dinosauriër behorend tot de Eumaniraptora die tijdens het vroege Krijt leefde in het gebied van het huidige China.
In 1999 kreeg het dier zijn naam die zoiets als "Chinese vogelsauriër" betekent. De typesoort is Sinornithosaurus millenii. In 2004 werd een tweede soort benoemd: S. haoiana. Er zijn verschillende fossielen van Sinornithosaurus gevonden die zo goed geconserveerd zijn dat delen van het verenkleed bewaard zijn gebleven en zelfs de kleur daarvan kon worden vastgesteld. Door deze aansprekende fossielen kreeg de vondst van Sinornithosaurus veel publiciteit.
Sinornithosaurus was een vrij kleine roofsauriër van ruim een meter lang. Hij had een langwerpige spitse kop met scherpe tanden. Hij was een warmbloedig bevederde tweevoeter met een stijve staart om zijn evenwicht te bewaren en een opgetrokken sikkelklauw aan zijn voet om zijn prooi te doden. Sommige geleerden vermoeden dat Sinornithosaurus goed kon klimmen en dat zijn erg lange armen echte vleugels waren met lange penveren zodat hij uit de bomen een glijvlucht kon maken. Andere wetenschappers denken dat er een alleen een soort oranjebruine vacht op zijn lichaam zat om hem warm te houden.

## Naamgeving
Het geslacht werd in 1999 benoemd en beschreven door Xu Xing, Wang Xiaolin en Wu Xiaochun. De geslachtsnaam betekent "Chinese vogelsauriër" vanuit elementen uit het Latijn en gelatiniseerd Klassiek Grieks: Sino~ is afgeleid van de Sinae, de Latijnse naam voor de Chinezen; ornitho~ komt van het Grieks ὄρνις, genitief ὄρνῖθος, "vogel" en saurus is een gelatiniseerd Grieks σαύρος, "hagedis", hier in de meer algemene betekenis van "sauriër". Een eigenaardigheid is dat oorspronkelijk als naam "Sinavisaurus" was overwogen, met dus het Latijnse avis in plaats van het Griekse ornis voor "vogel".
De typesoort is Sinornithosaurus millenii. De soortaanduiding is een verwijzing naar het nieuwe millennium dat in 1999 aanstaande werd geacht. Afgezien van de vraag of de millenniumwisseling niet een jaar te vroeg was ingeschat, werd het woord "millennium" foutief gespeld met een "n" te weinig. Dergelijke spelfouten kunnen niet gecorrigeerd worden.
Hoewel het beschrijvende artikel gepubliceerd werd in Nature, was Sinornithosaurus in 1999 ook een van de "gevederde dinosauriërs" die in het beroemde novembernummer van National Geographic de wereld geopenbaard werden, samen met Caudipteryx, Protarchaeopteryx en de vervalsing "Archaeoraptor".
In 2004 werd een tweede soort benoemd: Sinornithosaurus haoiana; de soortaanduiding eert professor Hao Yichun. De naamgevers hadden "haoiana" echter foutief aan het geslacht van mevrouw Hao aangepast in plaats van aan het mannelijke Sinornithosaurus. Dit soort fouten moet hersteld worden en de naam geëmendeerd in S. haoianus. Tot nu toe is dit echter nog niet gebeurd. Er is in 2012 gesteld dat S. haoiana slechts een onvolwassen exemplaar van S. millenii zou vertegenwoordigen en dat de eerste dus een jonger synoniem zou zijn van de laatste.
In 2010 hernoemde Gregory S. Paul Shanag ashile in een Sinornithosaurus ashile, Microraptor zhaoianus in een Sinornithosaurus zhaoianus en Graciliraptor lujiatunensis in een Sinornithosaurus lujiatunensis. Hierin is hij door niemand gevolgd.

## Fossiel materiaal

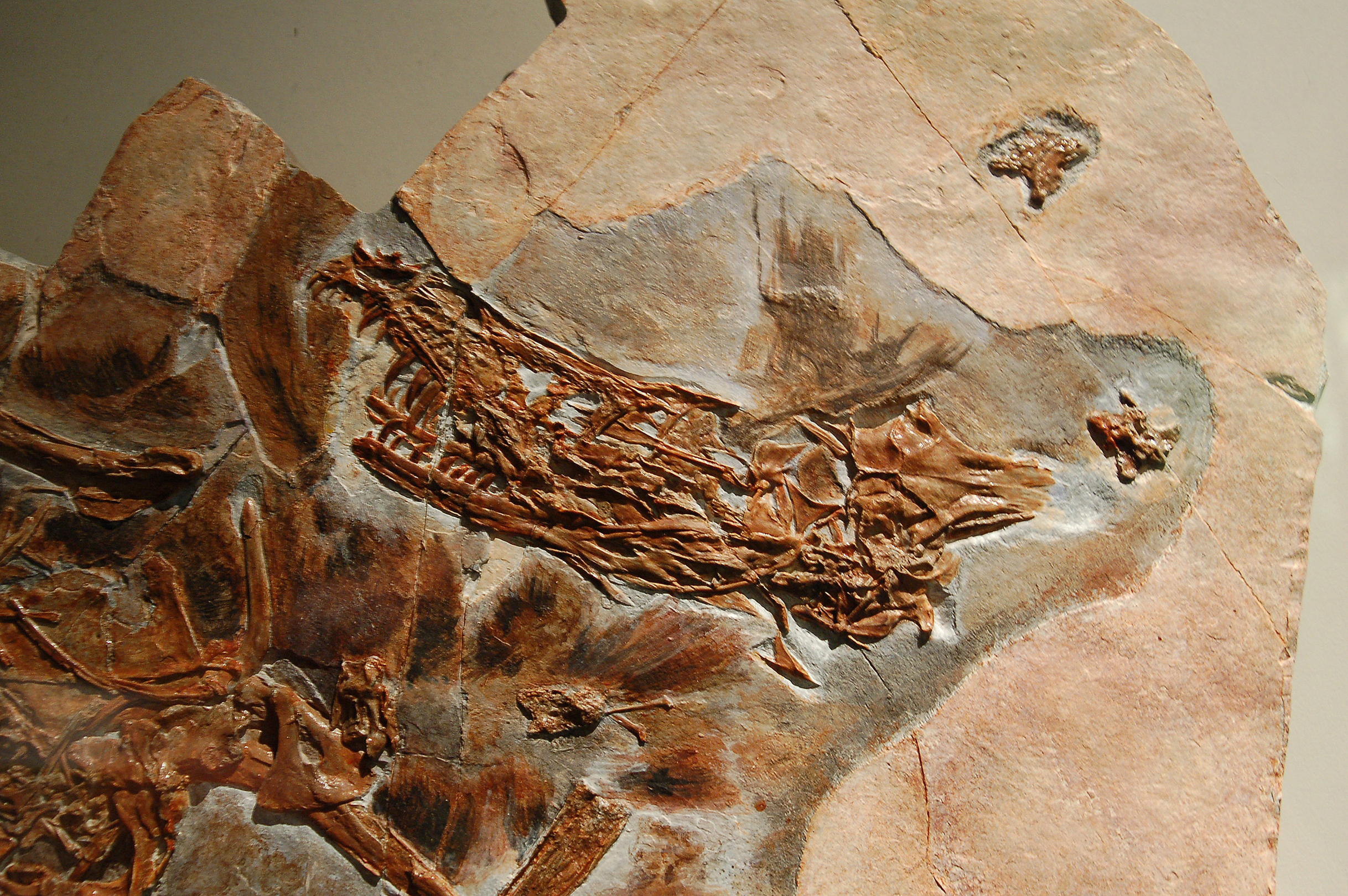
Detail van een afgietsel van IVPP V12811

Het holotype van S. millenii is IVPP V12811, een bijna volledig, zij het wat uit verband liggend en samengedrukt, skelet op een verzameling steenplaten. Het werd in de zomer van 1998 geborgen in de Sihetun-vindplaats in het westen van Liaoning in lagen van de Jianshangou-afzetting van de Yixianformatie, Jehol-groep, die dateren uit het Barremien-Aptien, 125 miljoen jaar oud). Het specimen heeft een lengte van ongeveer een meter. Het fossiel toont de omzettingsresten van veren. Het exemplaar is wellicht van een onvolwassen individu, gezien de onvolkomen vergroeiing van de wandbeenderen. Zeer uitzonderlijk voor de fossielen van Lioaning is dit door professionele paleontologen opgegraven; meestal worden dergelijke exemplaren via de illegale fossielenhandel verworven nadat boeren ze hebben verzameld.

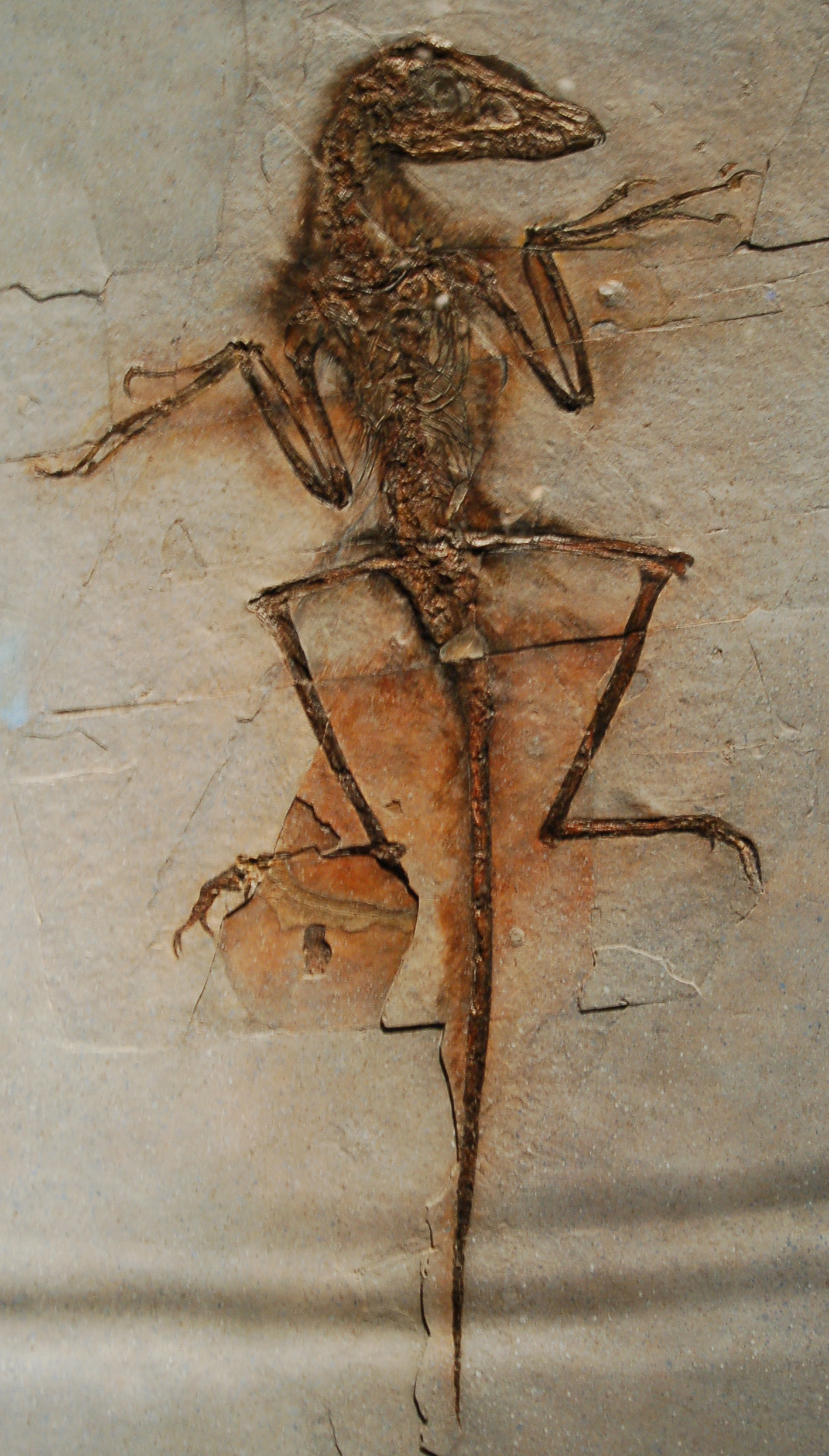
"Dave", een exemplaar van Sinornithosaurus?

Honderddertig kilometer van het holotype werd in de Fanzhangzi-steengroeve, nabij Lingyuan, een tweede fossiel op een plaat geborgen, NGMC - 91. Dit was nog vollediger en onvervormd. Helaas versplinterden bij het splijten van de platen de meeste botten zodat eigenlijk alleen de afdrukken zichtbaar zijn. Omdat identificatie daardoor bemoeilijkt wordt, heeft men het niet aan een bepaalde soort van Sinornithosaurus willen toewijzen, hoewel het wellicht toch om een juveniel exemplaar van dit geslacht gaat; de Chinese onderzoekers verwezen er in 2001 naar als een Sinornithosaurus sp. Sommige westerse onderzoekers zien het als een jong exemplaar van S. millenii. Anderen menen echter dat een apart genus betreft, ook omdat de structuur van de veren anders is. Het exemplaar wordt informeel "Dave" genoemd.
In 2005 werden nog eens twee exemplaren aan S. millenii toegewezen: IG-3 en IG-5b. Het gaat in beide gevallen om gedeeltelijke skeletten met schedel; IG-5b toont daarbij veerresten. Het is echter omstreden of het werkelijk om Sinornithosaurus gaat. Uit het IVVP werd in 2012 nog een exemplaar gemeld dat echter nog geen inventarisnummer had.
Het holotype van S. haoiana is D2140. De precieze herkomst ervan is onduidelijk. Het bestaat uit een gedeeltelijk skelet met schedel, acht of negen halswervels, elf ruggenwervels, ribben, buikribben, de vijf voorste staartwervels, losse staartwervels, en delen van de schoudergordel, het bekken, de armen en de benen. Ook hier zijn veren bewaard gebleven. S. haoiana verschilt in kleine details, voornamelijk in de schedel, van S. millenii
Verschillende andere skeletten zijn in handen van particuliere verzamelaars of musea en kennelijk illegaal China uitgesmokkeld. Ook worden exemplaren door de fossielenhandel aangeboden. Het is niet altijd zeker of het echt Sinornithosaurus betreft en zo ja, welke soort.

## Beschrijving

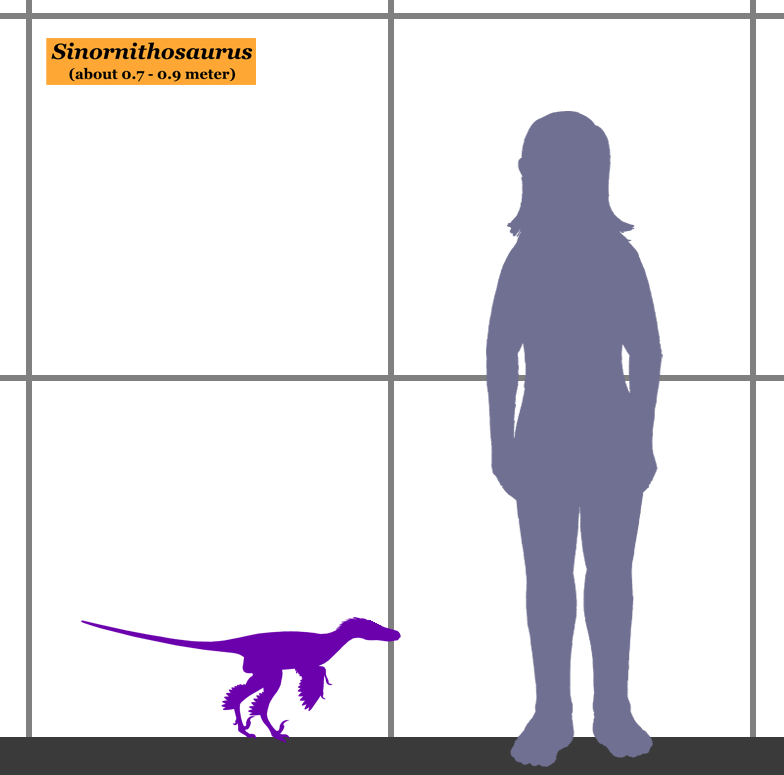
De grootte van Sinornithosaurus vergeleken met die van een mens

### Algemene bouw en grootte
Sinornithosaurus is een kleine tweevoetige warmbloedige roofsauriër met een lange stijve staart en minstens een primitief verenkleed. Gregory S. Paul schatte in 2010 de volwassen lengte op 1,2 meter, het gewicht op drie kilogram. Het holotype heeft een lichaamslengte van ongeveer 105 centimeter en een schedellengte van veertien centimeter. Het dijbeen is 148 millimeter lang.
Sinornithosaurus heeft een relatief grote kop met een langgerekte smalle platte schedel die eindigt in een spitse punt. Alle tanden zijn gekarteld. Het hele lichaam is lichtgebouwd met een ondiepe romp en een kort bekken. De borstbeenderen zijn niet vergroeid. De armen zijn zeer lang maar ook de achterpoten zijn tamelijk langgerekt.

### Diagnose vanSinornithosaurus millenii
In 2001 en 2004 werden enkele onderscheidende kenmerken van S. millenii vastgesteld. Sommige daarvan waren in 2004 niet bij S. hoiana waarneembaar. De tanden in de praemaxilla hebben aan hun buitenkant een groeve achter de voorste snijrand. De rand van het uitsteeksel op het quadratum dat raakt aan het pterygoïde heeft de vorm van een zuil. Het dolkvormige uitsteeksel op het parasfenoïde heeft op de achterste buitenste zijkant een grote uitholling.
Andere kenmerken verschilden van S. hoiana en van de iets ruimere verwanten. De praemaxilla in de snuit is laag met niet meer dan een tiende van de gecombineerde hoogte van het jukbeen en de oogkas. Een opening in de maxilla, de fenestra promaxillaris, is groot met een hoogte die 15% bedraagt van de gecombineerde hoogte van het jukbeen en de oogkas en langwerpig met een hoogte/lengteverhouding van 0,65. De bovenste tak van het quadratojugale is kort met maar een achtste van de gecombineerde hoogte van het jukbeen en de oogkas en raakt het squamosum niet. Het dentarium van de onderkaak is langwerpig, dertienmaal zo lang als hoog. Het aanhangsel aan het darmbeen voor het schaambeen heeft van voor naar achteren gemeten een grotere lengte dan de doorsnede van het heupgewricht. Volgens een onderzoek van Alan Turner uit 2012 zijn al die kenmerken echter dubieus: ze verschillen volgens hem in feite niet bewijsbaar van S. hoiana of van een andere dromaeosauride. Hij erkende slecht één enkele autapomorfie: de achterrand van het dentarium is gevorkt. Michael Mortimer wees er echter op dat het dunne dentarium van S. hoiana afweek. Mortimer stelde ook nog een aanvullende autapomorfie voor: het opperarmbeen heeft minstens 88% van de lengte van het dijbeen.
Verschillende kenmerken zijn volgens Turner op zich niet uniek maar wellicht wel in combinatie. De voorste buitenkant van de uitholling voor de fenestra antorbitalis is ruw met richels en putjes. De praemaxilla heeft onderaan de achterkant van het buitenste oppervlak een diepe uitholling — eerder werd dit foutief aangezien voor een hiaat of diasteem tussen de tanden in de praemaxilla en maxilla. Dit kenmerk is ook vastgesteld bij Bambiraptor. De tanden in de praemaxilla zijn niet gekarteld. De fenestra promaxillaris is groot met een verdikte achterrand. De achterste zijtak van het wandbeen is lang en scherp naar achteren gericht. Het ravenbeksbeen wordt doorboord door een fenestra supracoracoidea. Het eerste kootje van de derde vinger is meer dan tweemaal zo lang als het tweede kootje. Het schaambeen heeft op de zijkant van de schacht een duidelijke bult. Op de bovenste achterrand van het zitbeen bevindt zich een uitsteeksel. Het derde middenvoetsbeen is bovenaan iets toegeknepen. Verder behoren hiertoe de reeds genoemde groeve op de premaxillaire tanden, het zuilvormige uitsteeksel van het quadratum en de uitholling op het uitsteeksel van het parasfenoïde. Microraptor bezit veel van deze kenmerken of is er nog niet op onderzocht. Volgens Mortimer verschilt Sinornithosaurus minstens in twee eigenschappen van Microraptor: het langere opperarmbeen en een langer derde kootje van de derde vinger.

### Diagnose vanSinornithosaurus haoiana
In 2004 werden ook onderscheidende kenmerken van S. haoiana bepaald. De praemaxilla is hoog, met ongeveer 19% van de gecombineerde hoogte van het jukbeen en de oogkas. De fenestra maxillaris is klein, met 11% van de gecombineerde hoogte van het jukbeen en de oogkas, en rond met een hoogte/lengteverhouding van 0,92. De opgaande tak van het quadratojugale is lang met 42% van de gecombineerde hoogte van het jukbeen en de oogkas en raakt het squamosum. Het dentarium is dik, maar 7,3 maal zo lang als hoog. Het aanhangsel voor het schaambeen is korter dan de doorsnede van het heupgewricht.
Volgens het overzichtsartikel uit 2012 van alle dromaeosauriden door Turner zijn deze kenmerken onvoldoende om S. haoiana van Sinornithosaurus millenii te onderscheiden. De hoge praemaxilla zou een geval zijn van individuele variatie. De grootte van de fenestra maxillaris kan bij het holotype van S. millenii niet worden vastgesteld. Bij S. millenii is de opgaande tak van het quadratojugale in feite niet korter: Liu had zich laten misleiden door onjuiste reconstructietekeningen. Dit betekent ook dat dit voor S. millenii, anders dan in de oorspronkelijke diagnose, niet kan gelden als een autapomorfie; daarbij is het hierdoor twijfelachtig of het quadratojugale werkelijk het squamosum niet raakte. Het dikke dentarium is een zeer algemeen kenmerk bij de Paraves. Ook het aanhangsel van het schaambeen is niet korter dan bij S. millenii. Mortimer meende in 2012 dat het dikke dentarium gecombineerd met de hoge praemaxilla voldoende zouden zijn om een soortonderscheid te rechtvaardigen, ware het niet dat in de veelheid van nog niet formeel beschreven exemplaren allerlei combinaties van dunne dentaria met hoge praemaxillae en dikke dentaria met lage praemaxillae kunnen worden aangetroffen.

### Skelet vanSinornithosaurus millenii

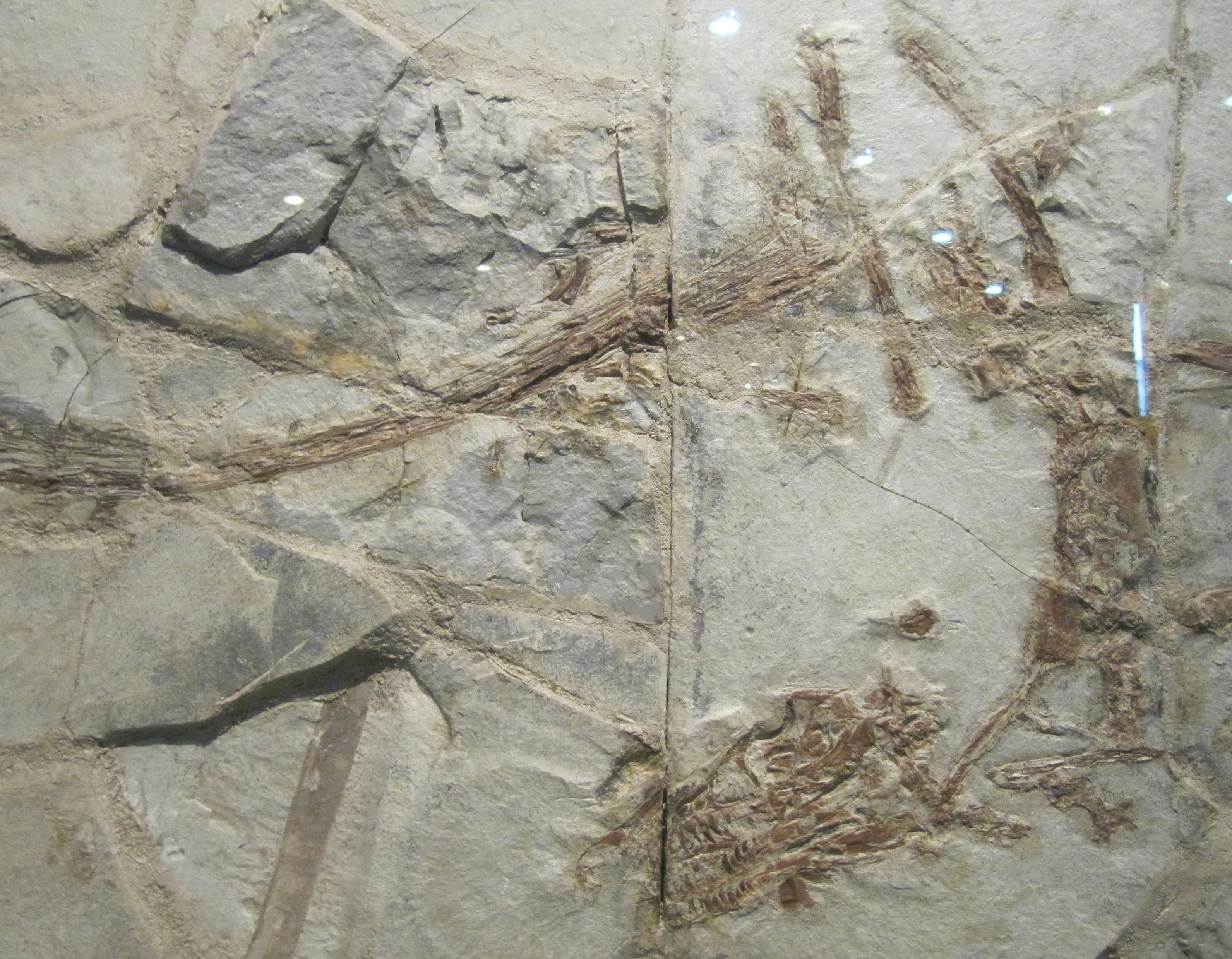
Een exemplaar van Sinornithosaurus te Beijing

#### Schedel
De schedel van Sinornithosaurus is lastig te reconstrueren door de compressie van de fossielen. Bij het holotype zijn daarbij de verschillende schedelelementen sterk verschoven. De schedel is erg laag en lichtgebouwd. De lengte bij het holotype is 152 millimeter. De hechte structuur die sommige andere dromaeosauriden tonen ontbreekt. De geringe hoogte hangt ook met de lichte bouw samen: het zijn vooral de onderste schedeldelen tussen de schedelopeningen en de lijn van de bovenkaak die erg dun zijn. Het jukbeen is een dunne richel onder de oogkas, achteraan is de voorste tak van het quadratojugale onder het onderste slaapvenster niet al te breed, meer vooraan scheidt de achterste tak van de maxilla de fenestra antorbitalis maar net van de muil en zelfs van het vrij grote ovale neusgat is de onderrand laag geplaatst. Aan de achterzijde ligt deze naris vlak bij de fossa antorbitalis, een uitholling die veel groter is dan zijn fenestra en waarvan het oppervlak sterk geaccidenteerd is. Het geheel laat niet veel ruimte over voor de tandwortels zodat de tanden in totaal tamelijk kort zijn.
De voorste snuitbeenderen, de praemaxillae, maken maar een kort contact met elkaar: hun samengroeiing of symfyse is slechts een millimeter van voor naar achteren gemeten. De snuitpunt is voor een dromaeosauride vrij spits met een hoek van 45° en het bovenprofiel van de snuit is licht hol. Intern hebben de praemaxillae alleen vleugels onder het neusgat en leveren dus een beperkte bijdrage aan het verhemelte. De veelbesproken uitholling aan de onderkant van de tak van de praemaxilla die naar het bovenkaaksbeen loopt is vermoedelijk vrij klein en heeft niet het karakter van een fenestra; zij is aan de binnenkant gesloten. Tussen de uitholling en het neusgat is er nog een klein foramen in de vorm van een liggende ovaal. In 2001 werd de zijkant van de snuit zo geïnterpreteerd dat er een vrij kleine afgeronde fenestra antorbitalis was, schuin daarboven en voren een vrij hoge fenestra maxillaris en daar weer voor en lager een uitzonderlijke grote fenestra promaxillaris met een lengte van negen millimeter. Dit laatste werd eerst als een uniek kenmerk gezien maar een dergelijke grote opening bleek verhoudingsgewijs ook bij Microraptor aanwezig. De beennaad tussen de voorste tak van het bovenkaaksbeen en de praemaxilla maakt een hoek van ongeveer 30° met het verticale vlak. De kaakrand is bij het bovenkaaksbeen tamelijk recht, zonder sterke neerwaartse bolling. Het neusbeen is lang en smal, ongeveer de helft van de schedellengte beslaand. Het maakt achteraan verbredend een plotse hoek met het voorhoofdsbeen zodat er een "kink" in de snuit zit; beide elementen zijn verbonden via een zigzaggende beennaad met drie vrij diepe uitsteeksels. Er is aan de buitenzijde van deze verbinding een apart zeer smal klein driehoekig prefrontale dat achteraan het voorhoofdsbeen wat overlapt. Tussen de fenestra antorbitalis en de oogkas is een dun verticaal T-vormig traanbeen met een lange voorste tak met een kleine uitholling op de bovenkant; de evenzeer langwerpige achterste tak is bovenaan vergroeid met een lang voorhoofdsbeen dat tweemaal de lengte heeft van het wandbeen. In bovenaanzicht vormt het traanbeen een iets uitstekend hoorntje of puntje vóór de oogkas; dit is vrij achterwaarts gelegen. Het voorhoofdsbeen is viermaal langer dan breed; het achterste deel is het wijdst maar er is ook een verbreding aan het voorste uiteinde. Het maakt een groot deel uit van de bovenrand van de oogkas. Achteraan vormt het voorhoofdsbeen de voorkant van de uitholling van het bovenste slaapvenster; deze verlaging wordt doorboord door een foramen en is van het bollere voorliggende gedeelte gescheiden door een lage golvende richel. De takken die van het driestralige postorbitale naar het voorhoofdsbeen en vice versa lopen, zijn recht, zonder een opwaartse bocht zoals bij veel dromaeosauriden. De korte en brede wandbeenderen vormen een lage maar scherpe middenkam. Van boven bezien is de achterste helft van de schedel niet zeer wijd maar het deel van het wandbeen dat aan de uitholling voor het bovenste slaapvenster bijdraagt is uitzonderlijk breed. De uitholling vormt zo een rechthoekige zone die aan de achterkant begrensd wordt door een duidelijke kam op de grens met het achterhoofd. Deze kam loopt zijwaarts door over het squamosum. Achter de buitenhoek van de kam bevindt zich een dun uitsteeksel van het wandbeen dat bijna recht naar achteren gericht is.
Het squamosum en het quadratum hellen sterk zodat er van bezijden bekeken een wigvormig profiel ontstaat aan de achterkant van de schedel. Het T-vormige quadratojugale is erg klein. De korte achterhoek ervan is robuust maar de voorste en opgaande takken zijn dun. Volgens de beschrijving uit 2001 zou de opgaande tak het squamosum niet eens raken zodat het onderste slaapvenster van achteren open zou zijn. Later onderzoek kon dat echter niet bevestigen. Het quadratum heeft een enkelvoudige ronde kop voor het contact met het squamosum. Aan de binnenkant bevindt zich de gebruikelijke grote driehoekige interne vleugel voor het contact met het pterygoïde. De punt daarvan ligt vrij laag. Hoewel de vleugel op zich niet bijzonder robuust is voor een theropode heeft de bovenrand de eigenaardigheid rond verdikt te zijn, een opstaande richel vormend. Hoewel deze structuur wel "kolomvormig" genoemd wordt, is dat in zoverre misleidend dat de "kolom" tamelijk dun is en meer horizontaal dan verticaal loopt. Onder de vleugel, dus aan de binnenzijde, is de schacht van het quadratum hol ingesnoerd. Aan de buitenkant van het quadratum bevindt zich ook een driehoekige vleugel. Die hangt meer af met een lagere punt. Deze vleugel is naar voren toe verdikt waarbij het bolste gedeelte iets naar binnen georiënteerd is. Ook hieronder is de schacht ingesnoerd waar zich tussen het quadratum en het quadratojugale het foramen quadratojugale gaapt. Van de gewrichtsknobbels onderaan het quadratum is het buitenste de grootste, van de binnenste gescheiden door een ondiepe groeve. De groeve loopt vooraan uit in een dikke richel die in 2001 als een derde gewrichtsknobbel omschreven werd. Het jukbeen is lichtgebouwd met dunne voorste en opgaande takken.
De hersenpan is relatief groot en niet sterk gepneumatiseerd. Vooraan de hersenpan bevindt zich het dolkvormig uitsteeksel van het parasfenoïde. Dit is lang, met een lengte van zesentwintig millimeter en een hoogte van vier millimeter. Het is driehoekig in dwarsdoorsnede en hol. De bovenranden zijn richelvormig en ontmoeten elkaar vooraan in een scherpe punt. Aan de basis van de zijkanten bevindt zich een grote ronde uitholling.
In het achterste verhemelte is het pterygoïde met een lengte van tweeënzeventig millimeter als geheel lang en dun. De voorste tak richting verhemeltebeen is een zeer dunne, vijf millimeter hoge, verticaal geroteerde beenplaat waarvan de bovenrand en de onderrand bol verdikt zijn. Het achterste deel van deze tak wordt naar achteren toe eerst lager maar verdiept uiteindelijk naar onderen toe in een naar beneden bollende en iets naar buiten gerichte afhangende plaat. Op het hoofdlichaam van het pterygoïde bevindt zich aan de zijkant een groeve die naar achteren dieper is ingekorven. Daar weer achter buigt de hoofdschacht naar beneden, een uitholling op de onderkant vormend. Hierachter bevindt zich de gevorkte tak naar het quadratum, die zeer dun en breed is. Het onderste deel van de vork is korter en dikker. De binnenkant van de basis van de tak naar het quadratum is uitgehold door een klein naar beneden en achteren gericht facet dat vermoedelijk het contact vormt met de processus basipterygoideus van het basisfenoïde van de onderste zijkant van de hersenpan. Het verhemeltebeen is relatief klein, met een korte tak richting bovenkaaksbeen en een lange tak richting jukbeen. Het heeft een driehoekige inkeping zoals bij de Velociraptorinae.

#### Onderkaken
De onderkaak werd oorspronkelijk beschreven met een grote buiging aan de achterkant, veroorzaakt door een hoek van 45° die het angulare met het dentarium zou maken. Volgens Turner heeft men zich echter laten misleiden door verschuivingen van de botten en heeft de onderkaak in feite zowel een rechte bovenrand als onderrand. De onderkaak is wat korter dan de schedel. De dikte van de voorste onderkaak verschilt verrassend, met wel een factor twee, tussen de verschillende exemplaren. Het zijvenster in de onderkaak is vermoedelijk klein. Het dentarium is met een gevorkte achterste uiteinde met de achterste onderkaakbeenderen verbonden. Dit betekent vermoedelijk dat er geen functioneel zijgewricht was en de onderkaak niet zijwaarts kon uitklappen, zoals wel bij veel andere theropoden het geval was.
De bovenrand en de onderrand van het dentarium lopen parallel. De voorste punt is stomp. De beide onderkaken zijn vooraan maar zwak verbonden en wijken naar achteren slechts licht uiteen. Parallel aan de tandrij bevinden zich aan de buitenkant twee rijen met ader- of zenuwkanalen, een met grotere gaten bovenaan, een zwakkere daaronder. Aan de binnenkant is de fossa Meckeliana laag en diep ingesneden het binnenvlak verdelend in een hoog bol gedeelte bovenaan en een nauwe richel onderaan. Dit is een erg vogelachtig kenmerk: bij de meeste dromaeosauriden is deze groeve ondieper. Het gevorkte achterste uiteinde heeft een dikkere en langere onderste tak die past in een groeve op het angulare. De dunnere bovenste tak is plaatvormig en wordt overlapt door de voorkant van het surangulare. Het bandvormige spleniale aan de achterste binnenkant van het dentarium wikkelt zich zoals gebruikelijk om de onderrand van de kaak; het heeft een spits achterste uiteinde. Het angulare is driehoekig van vorm en overlapt bovenaan het surangulare. Het surangulare heeft een lengtegroeve en minstens één, vrij klein, foramen, overhangen door een lengterichel over het achterste derde deel van het bot. Het surangulare vormt een gedeelte van de zijkant van de nogal laag gelegen gewrichtsgroeve en de achterste, retroarticulaire, punt van de onderkaak. Deze punt is relatief kort en heeft een nog eens extra korte lengterichel op de binnenste bovenkant. Het onderste kaakgewricht op het articulare wordt vooraan begrensd door een tamelijk hoge bult.
Er is bij het holotype een stuk tongbeen gevonden. Het is gebogen, staafvormig en drieënvijftig millimeter lang. De voorste punt is wat van boven naar beneden afgeplat.

#### Tanden

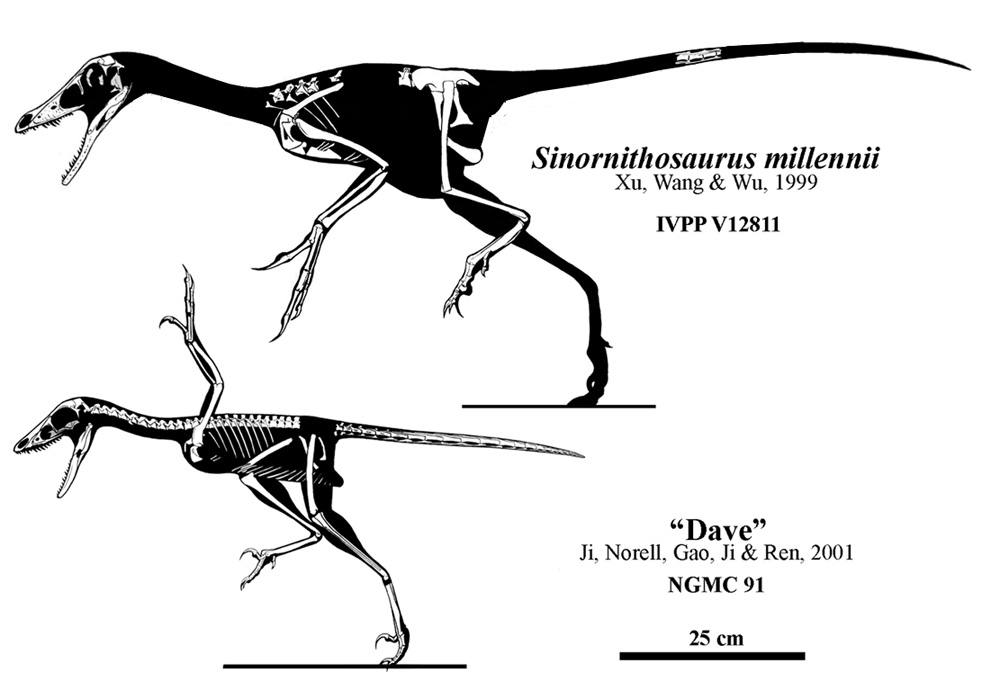
Een schema van het skelet van het holotype vergeleken met "Dave", door Jaime Headden

Er staan vier tanden in de praemaxilla, minstens dertien tanden in de maxilla en veertien in de onderkaak, voor een totaal van minstens tweeënzestig. De meeste tanden zijn van het algemene dromaeosauride type. Ze zijn overdwars afgeplat, iets naar achteren gebogen en iets naar achteren gericht. Hun vertandingen, die haaks op de snijranden staan, zijn grotendeels recht afgesneden; sommige van de achterrand hebben een driehoekig profiel. De achterste zijn ongeveer tweemaal zo lang als de voorste; er is een DSDI of Denticle Size Difference Index van ongeveer 1,35. Het gekartelde gedeelte van de voorste snijrand begint hoger, en is daarom korter, dan die van de achterste snijrand.
De vier premaxillaire tanden hebben aan de binnenkant, vlak achter de voorste snijrand, een lengtegroeve lopen. Bij het holotype zijn de premaxillaire tanden niet gekarteld, behalve wat zeer fijne vertandingen op het midden van de voorste snijrand van de eerste tand. Paul typeert daarom ook de premaxillaire tanden in beginsel als gekarteld. De eerste premaxillaire tand is wat kleiner dan de tweede. Hij is met het duidelijk bolle buitenvlak naar voren gericht; de achterkant is vlak. De derde en vierde tand zijn opvallend kleiner dan de tweede. Alle drie de achterste premaxillaire tanden hebben een platte buitenkant.
De maxillaire tanden hebben een bolle buitenkant. Ze zijn groter dan de dentaire tanden in de onderkaak maar de eerste maxillaire tand is klein en mist kartelingen. De tweede tand heeft alleen kartelingen aan de achterste snijrand met een dichtheid van veertien vertandingen per strekkende millimeter. Vanaf de vierde tand verschijnen er ook vertandingen aan de voorste snijrand en worden die aan de achterste snijrand groter. Vanaf de achterste tand worden de kronen kleiner.
De dentaire tanden hebben een bolle buitenkant en binnenkant. De eerste dentaire tand is kleiner en boller. Vanaf de tweede of derde tand verschijnen er kartelingen, eerst aan de achterste snijrand, vanaf de vijfde tand ook aan de voorste snijrand. De eerste twee dentaire tanden hebben aan de binnenkant een lengtegroeve vlak achter de voorste snijrand, net als de premaxillaire tanden.
De bases van de tanden worden aan de binnenzijde versterkt door rijen min of meer driehoekige interdentaalplaten die variabel met elkaar of de kaak vergroeid zijn.

#### Postcrania
Van de delen achter de schedel, de postcrania, is alleen de voet van het holotype, in 2000, in detail beschreven. Paul heeft in 2010 een skeletreconstructie gepubliceerd.

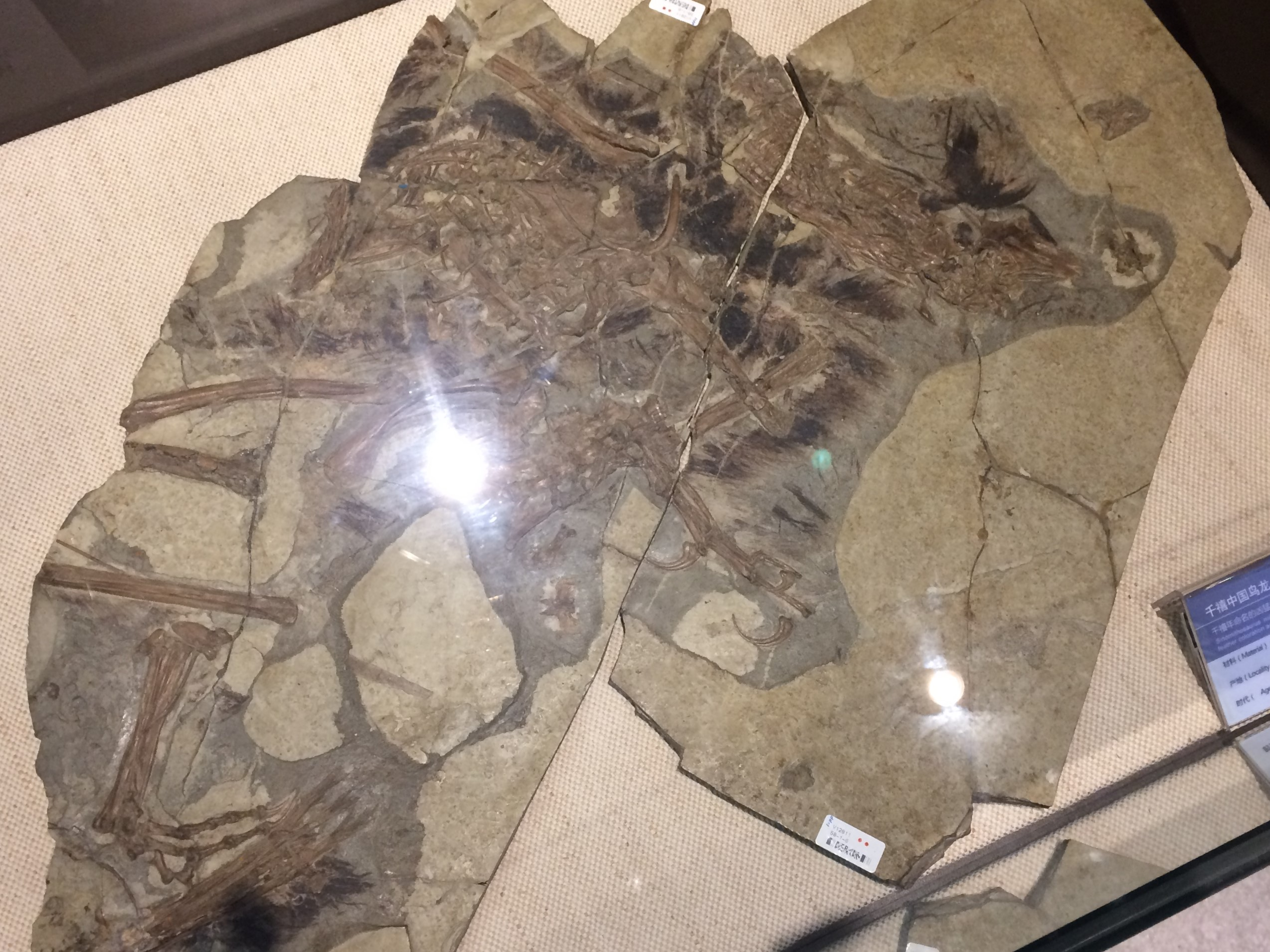
Het holotype

Sinornithosaurus heeft een erg vogelachtige schoudergordel. Het schouderblad is kort en dun en ligt vrijwel horizontaal. Het maakt het grootste deel van het zijwaarts gerichte schoudergewricht uit. Het ravenbeksbeen maakt met het schouderblad een hoek van minder dan 90° wat het schoudergewricht vrij hoog tilt. Het ravenbeksbeen wordt bovenaan doorboord door een grote opening en heeft meer vooraan een uitsteeksel voor de aanhechting van de biceps. Het is vrij kort en eindigt onderaan in een breed vlak dat het borstbeen raakt. Het vorkbeen is U-vormig en afgerond, zonder voorste punt of hypocleidium. De onvergroeide borstbeenderen zijn tweemaal zo lang als breed en hebben ieder vijf gewrichtsfacetten waarmee de sternale ribben beweeglijk genoeg worden om de ademhaling door middel van luchtzakken te ondersteunen, een sterke aanwijzing voor een hoge stofwisseling. De armen zijn zeer lang met 80% van de lengte van de op zich al lange achterpoten. Het opperarmbeen is langgerekt met een korte deltopectorale kam die laag driehoekig uitsteekt. De onderarm is niet extreem verlengd maar de tamelijk rechte ellepijp is erg breed ten opzichte van het spaakbeen. De hand is groot. Het eerste middenhandsbeen is erg kort. Samen met het eerste kootje van de eerste vinger heeft het ongeveer de lengte van het tweede middenhandsbeen, het langste element in de hand. Het derde middenhandsbeen is duidelijk gebogen. Het derde kootje van de derde vinger is veel langer dan het tweede, anders dan bij Microraptor. De tweede vinger is als geheel lang, anders dan bij Graciliraptor. Het eerste kootje van de tweede vinger is veel breder dan het tweede kootje en zelfs breder dan het tweede middenhandsbeen. Het vormt een breed aanhechtingsvlak voor slagpennen. Van de handklauwen zijn de hoornschachten bewaard gebleven; die tonen dat ze erg krom waren. De eerste handklauw is iets robuuster dan de tweede, de derde handklauw duidelijk kleiner.
De middenvoet is langwerpig met een lengte van drieënnegentig millimeter en een smalste punt van 12,5 millimeter. De onderste tarsalia zijn aan elkaar noch aan de middenvoet vergroeid. De eerste digitus, het geheel van middenvoetsbeen en teen, steekt beneden het niveau van de middenvoet uit. Het eerste middenvoetsbeen is kort met 23% van de lengte van het derde middenvoetsbeen. Het is op de achterkant van het tweede middenvoetsbeen bevestigd over het onderste derde deel daarvan. Het bovenste deel ervan loopt taps toe en de schacht is matig afgeplat. Van binnenuit, van de kant van de middenlijn van het lichaam van het dier, bezien is de rand die tegen het tweede middenvoetsbeen aanzit licht bol; de rand aan de achterzijde van de voet, volgens de beschrijvers de eigenlijke voorkant van het element, licht hol. Het gewricht aan de onderkant van het eerste middenvoetsbeen is balvormig, dus geen scharniergewricht, en steekt iets naar binnen uit. De gewrichtsknobbel aan de achterkant van de voet steekt iets naar beneden uit. Boven de knobbel bevindt zich een ondiepe groeve. Het eerste kootje van de eerste teen is wat korter dan het eerste middenvoetsbeen. De schacht ervan is niet ingesnoerd. Dit kootje draagt onderaan wel een scharniergewricht, het contact met het tweede kootje, een voetklauw die zwak gekromd is, driehoekig in dwarsdoorsnede en ongeveer even lang als het eerst kootje. Het tweede middenvoetsbeen heeft 95% van de lengte van het derde. De bovenkant ervan is licht overdwars verbreed. De buitenste zijkant overlapt de binnenste zijde van het derde middenvoetsbeen. Op ongeveer de helft van de lengte van deze kant ligt een lengtegroeve die schuin van voor naar achter loopt. Onder is een ondiep ingesneden scharniergewricht. De binnenste knobbel daarvan heeft meer de vorm van een richel, de buitenste is meer afgerond. De binnenste knobbel heeft aan de zijde van de eerste teen een ondiep putje voor het gewrichtskapsel. Het eerste kootje van de tweede teen is tamelijk breed en korter dan het tweede kootje. Onderaan heeft het een diep ingesneden scharniergewricht met opnieuw een nauwere binnenste dan buitenste knobbel. Het tweede kootje heeft aan de bovenste onderkant een zwak gevormde "hiel". De schacht is niet sterk ingesnoerd met slechts een geringe verheffing van het onderste gewricht boven en onder de schacht. Aan de zijde van het derde middenvoetsbeen heeft het gewricht een diepe put voor het gewrichtskapsel. De voet draagt aan de tweede teen een vrij grote opgetrokken sikkelklauw, veel groter dan de overige kootjes van de teen, met een buitenomtrek van zo'n vier tot vijf centimeter. Het derde middenvoetsbeen, drieënnegentig millimeter lang, is bovenaan sterk samengedrukt zodat een beenband gevormd wordt en benadert daarmee de zuivere "arctometatarsale" toestand waarin de bovenste voorkant geheel van het voorvlak van de middenvoet zou zijn gedrongen. De bovenste binnenkant heeft een driehoekige deuk voor het contact met het op dat punt wat bolle tweede middenvoetsbeen. De onderkant van de schacht is omgekeerd georiënteerd en heeft een driehoekige dwarsdoorsnede met juist vooraan het brede gedeelte met een breedte van 4,5 millimeter en achteraan een nauwe richel. Het onderste gewricht is tongvormig, niet scharniervormig. De drie bovenste kootjes van de derde teen nemen naar onderen in grootte af; het vierde, de klauw, is weer langer. Het eerste kootje is lang en iets bol naar de binnenste zijkant gebogen. Het derde kootje heeft een putje voor het gewrichtskapsel dat meer naar boven ligt. De derde klauw heeft een goed ontwikkelde bult voor de pees van de strekkende spier. Het vierde middenvoetsbeen is het meest robuust. Het heeft 98% van de lengte van het derde middenvoetsbeen. Het vernauwt van boven naar onder. Aan de binnenste achterzijde van het bovenste gewricht bevindt zich een bult die naar beneden uitloopt in een kam die eerst naar buiten en dan naar binnen buigt. Ter hoogte van de middenschacht ontstaat zo een uitzonderlijk hoge richel die zelfs bollend de binnenkant van het tweede middenvoetsbeen raakt, net boven het punt waar daar het eerste middenvoetsbeen op aansluit. De onderkant vormt geen scharniergewricht; wel zijn er aan de achterzijde twee uitsteeksels waarvan de binnenste het laagst is. Het putje aan de buitenste zijkant voor het gewrichtskapsel is erg diep en laag gelegen. Van de vierde teen is het eerste kootje het langst en onderaan wat bol naar binnen gebogen. Het vierde kootje is langer dan het derde, wat buiten de vogels bij theropoden uitzonderlijk is. De kapselputjes zijn hier ondiep en precies in het midden van zijkanten van de condylen geplaatst. De vierde voetklauw is matig gekromd. De kapselgroeve van de klauw is aan de binnenzijde diep en raakt de uitholling voor het kapsel net onder het niveau van het gewrichtsvlak. De klauw heeft een relatief grote bult voor de aanhechting van de krommende spier. Een gedeelte van de hoornschacht ervan is bewaard gebleven. Het vijfde middenvoetsbeen is slank en langgerekt, hol naar binnen gebogen met de helft van de lengte van het derde middenvoetsbeen. De bovenkant is spatelvormig afgeplat, wellicht als contact met het vierde middenvoetsbeen. De afplatting vormt een hol vlak. De bovenste schacht heeft een driehoekige dwarsdoorsnede met een vlakke binnenkant die tegen de schacht van het vierde middenvoetsbeen ligt. Het verdere uiteinde van de schacht is wat van voor naar achter afgeplat en overdwars verbreed om uiteindelijk uit te lopen in een ietwat puntig uiteinde. De onderste helft van de schacht heeft een halvemaanvormige doorsnede.

### Overeenkomsten met de vogels en het verenkleed

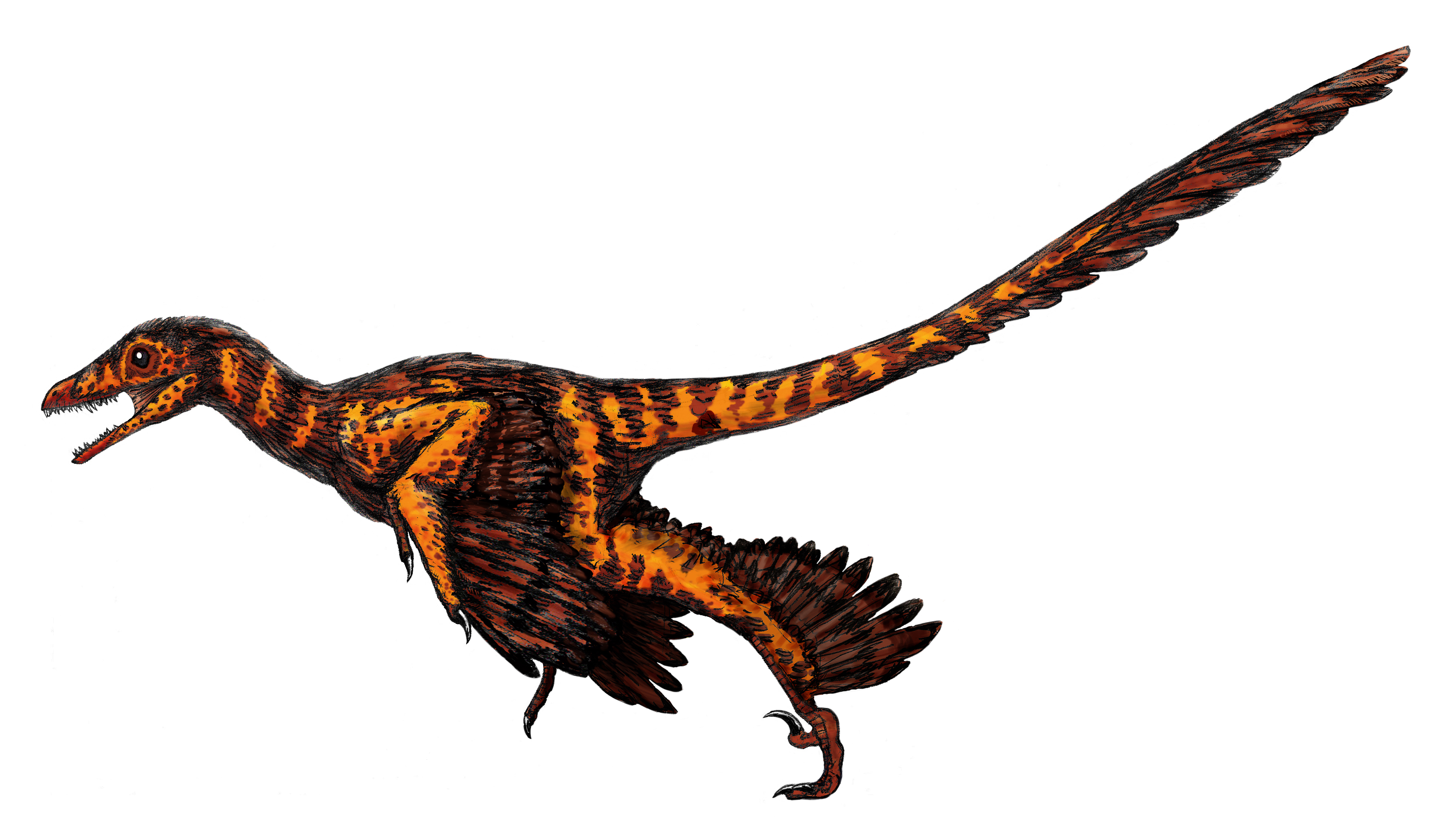
Sinornithosaurus met veronderstelde penveren aan staart, armen, kuiten en voeten

Bij zijn ontdekking was Sinornithosaurus de meest volledig bekende, de kleinste en de oudste dromaeosauride. Het skelet had verschillende meer vogelachtige kenmerken dan bij voor 1999 ontdekte dromaeosauriden waaronder het ontbreken van een karteling bij de tanden in de voorste bovenkaken; een kort schouderblad dat vrijwel horizontaal ligt en een vrij scherpe hoek maakt met het van een proacrocoracoïde voorziene ravenbeksbeen terwijl het schoudergewricht meer zijdelings gericht is; een afgerond vorkbeen; grote langwerpige borstbeenderen; minstens vijf sternale ribben; lange armen met een lengte van 80% van de achterpoten; een bijna gesloten heupkop; schaambeenderen die naar achteren gericht zijn zonder vooruitstekende voet en alleen vooraan samengegroeid; korte en niet-samengegroeide zitbeenderen; zeer dunne kuitbeenderen. De beschrijvers zagen dit als een sterke aanwijzing dat de Dromaeosauridae aan de vogels verwant waren en dat het vliegen zich "van-de-grond-omhoog" had ontwikkeld.

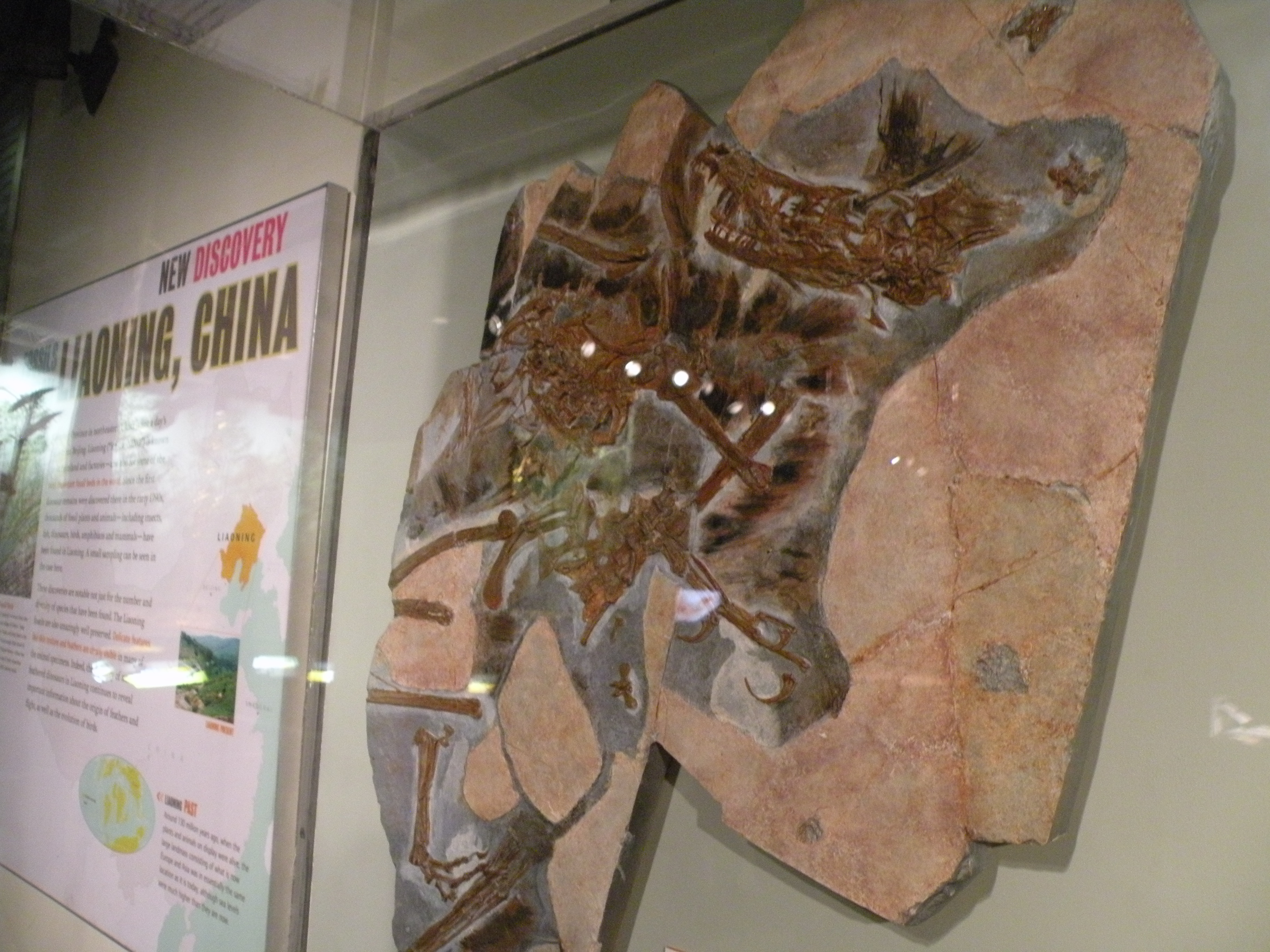
Een afgietsel van het holotype

Bijzondere informatie over de relatie met de vogels verschafte het verenkleed dat het holotype toonde, het eerste dat ooit bij een dromaeosauride was aangetroffen. Sinornithosaurus is bedekt met een vrij dikke veervacht. De veren, niet alleen op de romp maar ook aan de kop en armen, tonen in het algemeen geen moderne dikke schacht met baarden zodat in plaats daarvan een meer haarachtige structuur ontstaat. Anders dan bij overige microraptorinen toont het holotype van Sinornithosaurus geen slagpennen aan de armen of veerwaaiers aan de staart. Het kan zijn dat deze toestand secundair was en de soort ze dus weer heeft verloren. Misschien echter is de afwezigheid een gevolg van de conserveringsomstandigheden, want de staart en handen zijn meestal niet op zo'n wijze geprepareerd dat dergelijke veren ook zichtbaar zouden worden gemaakt. Bij IVPP V12811 bevonden de veren zich niet in hun oorspronkelijke positie maar waren post mortem verplaatst. Ze bevonden zich ook in een andere laag dan die waarin de botten lagen en zijn dus of niet altijd geprepareerd of zelfs verwijderd om de botten bloot te leggen wat het verder bemoeilijkt hun eigenschappen vast te stellen. Men meende niet minder dan drie typen te kunnen vaststellen. Op de kop zou zich een Fase I-bedekking bevinden van haarachtige structuren. Op de rest van het lichaam was een Fase II-bedekking van pluimen bestaande uit parallelle filamenten die ontsprongen uit een centraal punt. De beide eerste typen hadden een lengte van 30 tot 45 millimeter, wat de beschrijvers zagen als een aanwijzing dat het niet om bindweefsellagen zou kunnen gaan, een door sommigen geopperde alternatieve verklaring. Op de armen en benen zou een derde type aanwezig zijn bestaande uit filamenten die parallel liepen aan een centrale schacht en daarbij onderling verbonden waren door een visgraatstructuur die zou wijzen op de aanwezigheid van verbindende haakjes. Deze hadden een lengte tot 5,5 centimeter.
In 2001 kwam een studie van Xu Xing tot de iets afwijkende conclusie dat ook de haren op de kop niet, zoals bij eerdere coelurosauriërs, los groeiden, maar dat ze altijd de vorm hadden van een gezamenlijke "pluk" of bundel waarbij ze onderaan of verbonden waren aan een centraal punt of aan een soort nerf. Dat laatste zou dan de voorloper zijn geweest van een echte schacht en baarden (Fase IV). Ze bezitten echter geen barbulae, haakjes, en komen dus overeen met de zogenaamde Fase IIIa van de typologie van de veerevolutie. Zowel Fase II als Fase IIIa-veren zouden dus bij Sinornithosaurus aanwezig zijn geweest. In 2006 concludeerde een studie van Zhang Fucheng echter dat Fase IIIa eigenlijk nooit is aangetroffen omdat de centrale nerf niet te onderscheiden valt. Sinornithosaurus zou in feite zowel Fase I en Fase II-veren hebben, zij het dat Fase II niet erg pluimachtig aandoet vanwege de parallelle loop van de filamenten, en dus een perfecte tussenvorm vertegenwoordigen tussen de meest oorspronkelijke vacht en echte veren.
Verschillende onderzoekers hebben later gemeld dat ze door persoonlijke waarneming van nieuwe exemplaren toch slagpennen hebben vastgesteld. De veren van het type "Fase IIIa" die Xu waarnam zouden wel aanwezig zijn geweest maar de functie hebben gehad van kortere ondersteunende dekveren voor de penveren. Het is echter de vraag of het daarbij echt om Sinornithosaurus gaat.
De veren zorgden voor grote publiciteit bij het bekendmaken: al eerder had de wetenschap aangenomen dat vormen als Sinornithosaurus de nauwste verwanten van de vogels waren maar dit leverde extra bewijs op in een vorm die zeer aansprekend was voor het grote publiek. Voor de tegenstanders van de hypothese dat vogels dinosauriërs zijn, was de vondst uiteindelijk aanleiding hun standpunt sterk aan te passen: ze zouden ook voor Sinornithosaurus gaan ontkennen dat het een dinosauriër was.
In 2010 werden in de filamenten van de vacht van Sinornithosaurus pigmentdragende organellen geïdentificeerd. Er bleken eumelanosomen aanwezig te zijn die een zwarte kleur veroorzaken en feomelanosomen die een oranje of roodbruine tint geven. Er was geen duidelijke kleurtekening vast te stellen maar wel was ieder filament of zwart of oranjebruin. Dat kan geresulteerd hebben in een vacht die er op een afstandje egaal chocoladebruin uitzag maar ook is het mogelijk dat het meer de indruk gaf van een zwartgestreept camouflagepatroon op een oranje ondergrond.

### Een giftige soort?

Volgens sommige onderzoekers had Sinornithosaurus giftanden; de meeste denken dat de tanden in één fossiel uit hun kassen geschoven zijn

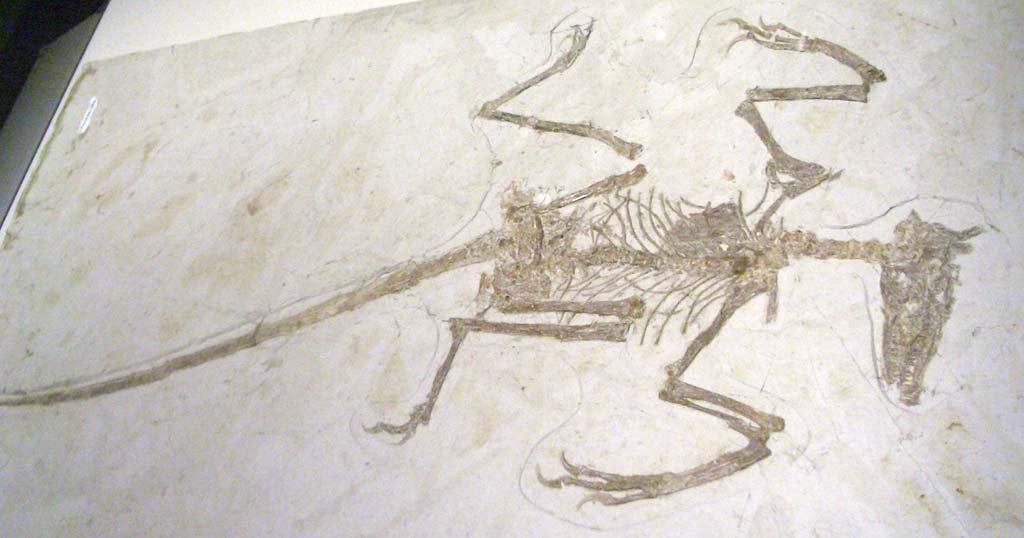
Een afgietsel van een skelet

In 2009 meenden enkele onderzoekers dat Sinornithosaurus wel érg lange en gegroefde tanden in de bovenkaak had en ook een zich daarboven bevindende afgescheiden holte in die kaak; ze concludeerden hieruit dat de soort giftanden en -klieren zou hebben bezeten. Deze hypothese is sterk bekritiseerd: de lengte van de tanden is vrijwel zeker een artefact van de conservering aangezien ze met wortel en al uit de tandkassen geschoven zijn; de groeven zijn normaal voor theropoden en het wordt niet zeker geacht dat de (normaliter al holle) bovenkaak werkelijk een scheiding bezat. De onderzoekers lieten echter in een reactie weten bij hun oorspronkelijke conclusie te blijven. Dat de tanden en kaakholten niet relevant van die van verwanten afwijken, verklaarden ze nu door aan te nemen dat ook die giftig waren.

## Fylogenie
Volgens kladistische analyses behoort Sinornithosaurus binnen de Eumaniraptora tot de Dromaeosauridae en daarbinnen, wellicht basaal, tot de Microraptorinae. Sinornithosaurus is de eerste dromaeosauride die op grond van vondsten uit China benoemd is. De beschrijvers kenden die laatste groep nog niet maar plaatsten S. milleni al via een analyse basaal in de dromaeosauriden, zelfs als de meest basale bekende soort.
Een mogelijk kladogram dat de positie van Sinornithosaurus toont is het volgende:
|         | Shanag                                                  |
|         |                                                         |
|         | Buitreraptor                                            |
|         |                                                         |
| unnamed | \| \| Rahonavis \| \| \| \| \| \| Unenlagia \| \| \| \| |
|         | \| \| Rahonavis \| \| \| \| \| \| Unenlagia \| \| \| \| |
|         | Rahonavis                                               |
|         |                                                         |
|         | Unenlagia                                               |
|         |                                                         |

|  | Rahonavis |
|  |           |
|  | Unenlagia |
|  |           |

|  | Microraptor   |
|  |               |
|  | Graciliraptor |
|  |               |

|         | Shanag                                                  |
|         |                                                         |
|         | Buitreraptor                                            |
|         |                                                         |
| unnamed | \| \| Rahonavis \| \| \| \| \| \| Unenlagia \| \| \| \| |
|         | \| \| Rahonavis \| \| \| \| \| \| Unenlagia \| \| \| \| |
|         | Rahonavis                                               |
|         |                                                         |
|         | Unenlagia                                               |
|         |                                                         |

|  | Rahonavis |
|  |           |
|  | Unenlagia |
|  |           |

|  | Microraptor   |
|  |               |
|  | Graciliraptor |
|  |               |

|         | Saurornitholestes                                            |
|         |                                                              |
| unnamed | \| \| Deinonychus \| \| \| \| \| \| Velociraptor \| \| \| \| |
|         | \| \| Deinonychus \| \| \| \| \| \| Velociraptor \| \| \| \| |
|         | Deinonychus                                                  |
|         |                                                              |
|         | Velociraptor                                                 |
|         |                                                              |

|  | Deinonychus  |
|  |              |
|  | Velociraptor |
|  |              |

|         | Saurornitholestes                                            |
|         |                                                              |
| unnamed | \| \| Deinonychus \| \| \| \| \| \| Velociraptor \| \| \| \| |
|         | \| \| Deinonychus \| \| \| \| \| \| Velociraptor \| \| \| \| |
|         | Deinonychus                                                  |
|         |                                                              |
|         | Velociraptor                                                 |
|         |                                                              |

|  | Deinonychus  |
|  |              |
|  | Velociraptor |
|  |              |

|         | Adasaurus                                                   |
|         |                                                             |
|         | Dromaeosaurus                                               |
|         |                                                             |
| unnamed | \| \| Achillobator \| \| \| \| \| \| Utahraptor \| \| \| \| |
|         | \| \| Achillobator \| \| \| \| \| \| Utahraptor \| \| \| \| |
|         | Achillobator                                                |
|         |                                                             |
|         | Utahraptor                                                  |
|         |                                                             |

|  | Achillobator |
|  |              |
|  | Utahraptor   |
|  |              |

|         | Saurornitholestes                                            |
|         |                                                              |
| unnamed | \| \| Deinonychus \| \| \| \| \| \| Velociraptor \| \| \| \| |
|         | \| \| Deinonychus \| \| \| \| \| \| Velociraptor \| \| \| \| |
|         | Deinonychus                                                  |
|         |                                                              |
|         | Velociraptor                                                 |
|         |                                                              |

|  | Deinonychus  |
|  |              |
|  | Velociraptor |
|  |              |

|         | Saurornitholestes                                            |
|         |                                                              |
| unnamed | \| \| Deinonychus \| \| \| \| \| \| Velociraptor \| \| \| \| |
|         | \| \| Deinonychus \| \| \| \| \| \| Velociraptor \| \| \| \| |
|         | Deinonychus                                                  |
|         |                                                              |
|         | Velociraptor                                                 |
|         |                                                              |

|  | Deinonychus  |
|  |              |
|  | Velociraptor |
|  |              |

|         | Adasaurus                                                   |
|         |                                                             |
|         | Dromaeosaurus                                               |
|         |                                                             |
| unnamed | \| \| Achillobator \| \| \| \| \| \| Utahraptor \| \| \| \| |
|         | \| \| Achillobator \| \| \| \| \| \| Utahraptor \| \| \| \| |
|         | Achillobator                                                |
|         |                                                             |
|         | Utahraptor                                                  |
|         |                                                             |

|  | Achillobator |
|  |              |
|  | Utahraptor   |
|  |              |

|         | Shanag                                                  |
|         |                                                         |
|         | Buitreraptor                                            |
|         |                                                         |
| unnamed | \| \| Rahonavis \| \| \| \| \| \| Unenlagia \| \| \| \| |
|         | \| \| Rahonavis \| \| \| \| \| \| Unenlagia \| \| \| \| |
|         | Rahonavis                                               |
|         |                                                         |
|         | Unenlagia                                               |
|         |                                                         |

|  | Rahonavis |
|  |           |
|  | Unenlagia |
|  |           |

|  | Microraptor   |
|  |               |
|  | Graciliraptor |
|  |               |

|         | Shanag                                                  |
|         |                                                         |
|         | Buitreraptor                                            |
|         |                                                         |
| unnamed | \| \| Rahonavis \| \| \| \| \| \| Unenlagia \| \| \| \| |
|         | \| \| Rahonavis \| \| \| \| \| \| Unenlagia \| \| \| \| |
|         | Rahonavis                                               |
|         |                                                         |
|         | Unenlagia                                               |
|         |                                                         |

|  | Rahonavis |
|  |           |
|  | Unenlagia |
|  |           |

|  | Microraptor   |
|  |               |
|  | Graciliraptor |
|  |               |

|         | Saurornitholestes                                            |
|         |                                                              |
| unnamed | \| \| Deinonychus \| \| \| \| \| \| Velociraptor \| \| \| \| |
|         | \| \| Deinonychus \| \| \| \| \| \| Velociraptor \| \| \| \| |
|         | Deinonychus                                                  |
|         |                                                              |
|         | Velociraptor                                                 |
|         |                                                              |

|  | Deinonychus  |
|  |              |
|  | Velociraptor |
|  |              |

|         | Saurornitholestes                                            |
|         |                                                              |
| unnamed | \| \| Deinonychus \| \| \| \| \| \| Velociraptor \| \| \| \| |
|         | \| \| Deinonychus \| \| \| \| \| \| Velociraptor \| \| \| \| |
|         | Deinonychus                                                  |
|         |                                                              |
|         | Velociraptor                                                 |
|         |                                                              |

|  | Deinonychus  |
|  |              |
|  | Velociraptor |
|  |              |

|         | Adasaurus                                                   |
|         |                                                             |
|         | Dromaeosaurus                                               |
|         |                                                             |
| unnamed | \| \| Achillobator \| \| \| \| \| \| Utahraptor \| \| \| \| |
|         | \| \| Achillobator \| \| \| \| \| \| Utahraptor \| \| \| \| |
|         | Achillobator                                                |
|         |                                                             |
|         | Utahraptor                                                  |
|         |                                                             |

|  | Achillobator |
|  |              |
|  | Utahraptor   |
|  |              |

|         | Saurornitholestes                                            |
|         |                                                              |
| unnamed | \| \| Deinonychus \| \| \| \| \| \| Velociraptor \| \| \| \| |
|         | \| \| Deinonychus \| \| \| \| \| \| Velociraptor \| \| \| \| |
|         | Deinonychus                                                  |
|         |                                                              |
|         | Velociraptor                                                 |
|         |                                                              |

|  | Deinonychus  |
|  |              |
|  | Velociraptor |
|  |              |

|         | Saurornitholestes                                            |
|         |                                                              |
| unnamed | \| \| Deinonychus \| \| \| \| \| \| Velociraptor \| \| \| \| |
|         | \| \| Deinonychus \| \| \| \| \| \| Velociraptor \| \| \| \| |
|         | Deinonychus                                                  |
|         |                                                              |
|         | Velociraptor                                                 |
|         |                                                              |

|  | Deinonychus  |
|  |              |
|  | Velociraptor |
|  |              |

|         | Adasaurus                                                   |
|         |                                                             |
|         | Dromaeosaurus                                               |
|         |                                                             |
| unnamed | \| \| Achillobator \| \| \| \| \| \| Utahraptor \| \| \| \| |
|         | \| \| Achillobator \| \| \| \| \| \| Utahraptor \| \| \| \| |
|         | Achillobator                                                |
|         |                                                             |
|         | Utahraptor                                                  |
|         |                                                             |

|  | Achillobator |
|  |              |
|  | Utahraptor   |
|  |              |

## Levenswijze

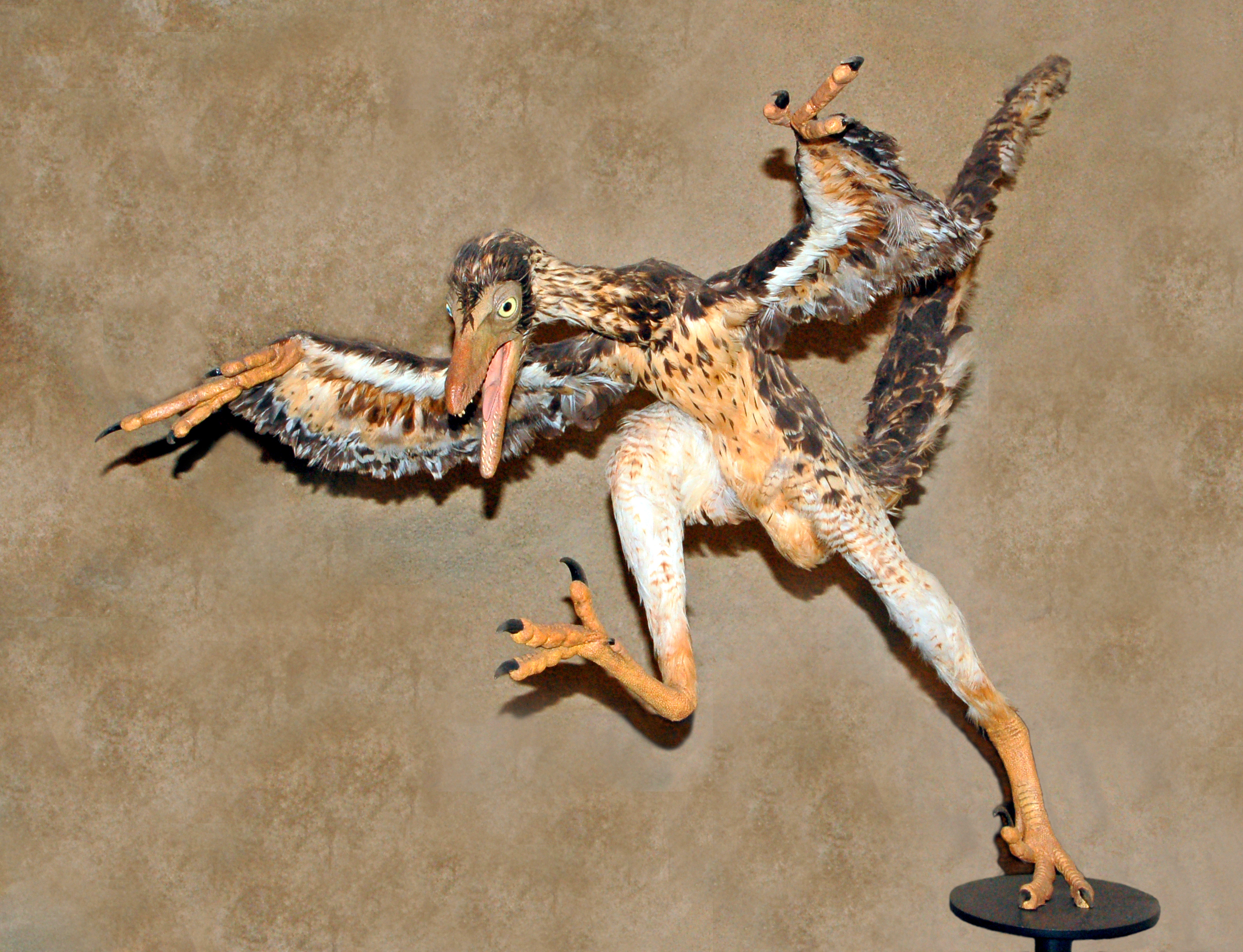
Een model van een klimmende sinornithosaurus

De levenswijze van Sinornithosaurus is erg omstreden. Oorspronkelijk werd gesuggereerd dat het dier een echte bodembewoner was die, snel rennend, met zijn lange armen prooien ving. Paul kwam al snel met een heel andere interpretatie. Hij zag een aantal kenmerken als duidelijke aanpassingen aan een klimmende levenswijze. Dat de achterpoten lang waren maar geen verlengd onderbeen bezaten terwijl het kleine bekken zwak gespierd was, wees er volgens hem op dat die lengte niet gebruikt werd om hard te rennen maar om het bereik bij het klauteren te verbeteren. Dat gold ook voor de lange armen waarvan de tweede vinger verlengd was om het gewicht van het dier te kunnen dragen. De lange in lengte weinig verschillende tenen en lange vingers verbeterden het grijpvermogen.

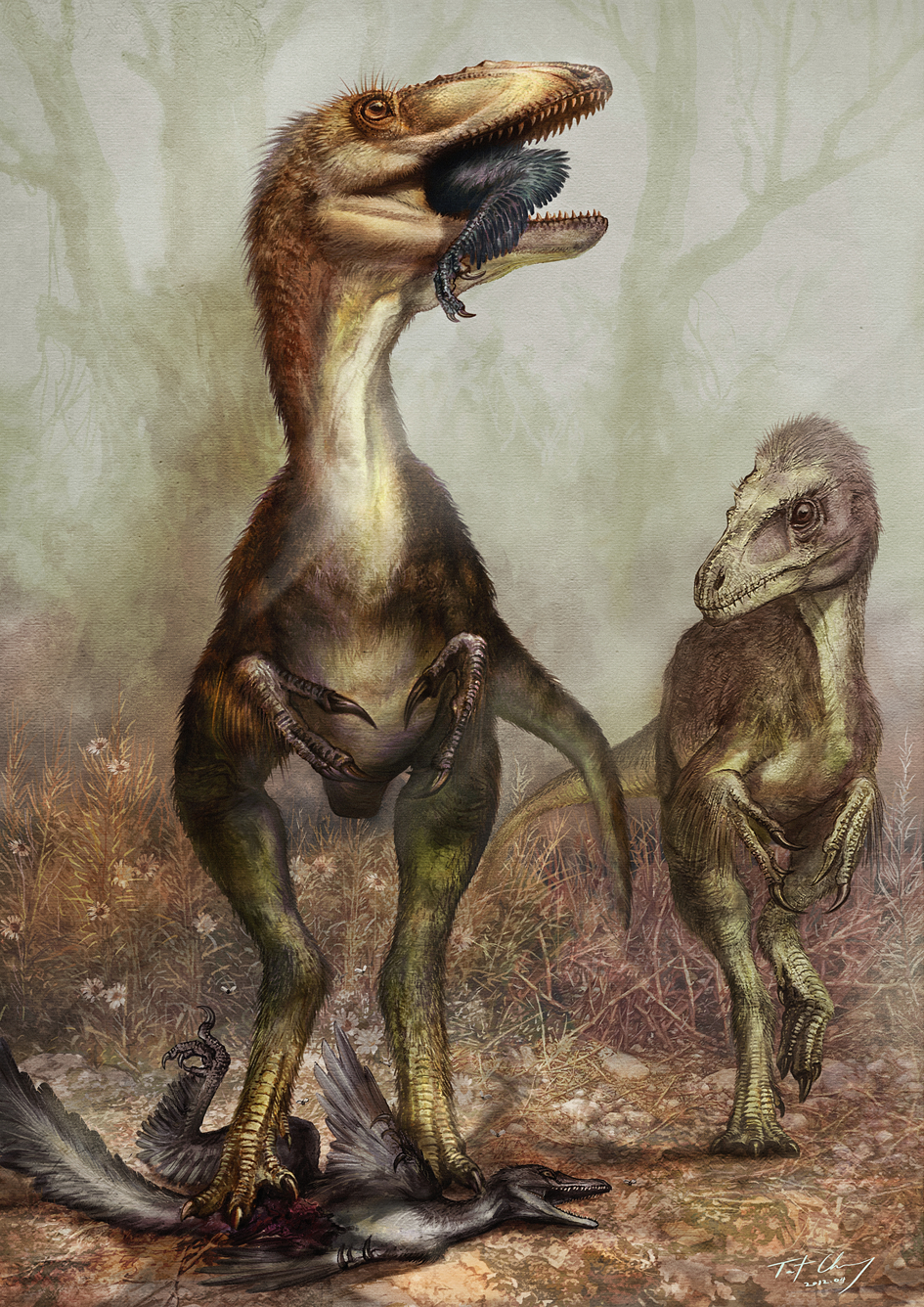
Sinocalliopteryx werkt Sinornithosaurus naar binnen

 In latere publicaties heeft Paul aangenomen dat Sinornithosaurus in feite een volledig stel slagpennen bezat naar het model van Microraptor, zowel aan de armen, kuiten als staart. Dit zou het dier minstens een redelijk vermogen tot een glijvlucht hebben opgeleverd. Voor een romplengte van zo'n twintig centimeter — en aangenomen dat de remiges van de hand net als bij Microraptor driemaal de handlengte bezaten — was de vleugelspanwijdte aanzienlijk. Het opperarmbeen van het holotype is 134 millimeter lang, de ellepijp elf centimeter, het tweede middenhandsbeen 63 millimeter, het eerste kootje van de tweede vinger 32,2 millimeter en het tweede kootje 36,2 millimeter. Dat zou een vlucht opgeleverd hebben van zo'n 125 centimeter indien de rompbreedte de onvolledige strekking van de arm compenseerde. Paul ziet een overtuigende aanwijzing voor de aanwezigheid van slagpennen in de extreme verbreding van het eerste kootje van de tweede vinger die lastig anders verklaard kan worden dan uit een functie als het primaire veerdragende element van de hand, zoals bij de moderne vogels. Sinornithosaurus zou zich al glijdend vanuit de bomen op zijn prooi gestort hebben; Paul suggereerde Caudipteryx en Psittacosaurus als een mogelijke buit. Dat zijn, zelfs als we rekening houden met de stevige tanden en de sikkelklauw, echter toch erg grote prooien voor een dier van het formaat van Sinornithosaurus. De verstarring van het zijgewricht van de onderkaak wijst op een dieet van dieren die in één keer doorgeslikt konden worden zoals kleine hagedissen, brughagedissen, zoogdiertjes, vissen en vogels.
Sinornithosaurus werd echter kennelijk ook zelf gegeten: in 2012 werd gemeld dat het holotype van de grote comspognathide Sinocalliopteryx een poot van een kleine dromaeosauride in de buikholte had die voorlopig als Sinornithosaurus geïdentificeerd was.
Een studie uit 2011 naar de ogen ondersteunende benige scleraalringen van Sinornithosaurus concludeerde dat de soort aangepast was aan een cathemeraal activiteitspatroon met korte actieve perioden gedurende zowel de dag als de nacht. De ogen konden zich aanpassen aan condities met een hoge maar ook een lage lichtsterkte.